# ريكاردو لوبيز (سياسي كندي)
ريكاردو لوبيز هو سياسي كندي، ولد في 13 فبراير 1937 في مدريد في إسبانيا. حزبياً، نشط في الحزب الكندي التقدمي المحافظ. وقد انتخب عضو مجلس العموم الكندي.